# 杨茂贤
楊茂賢（1946年—1994年10月7日），緬甸果敢政治、军事人物、毒枭。
楊茂賢出生在果敢的石洞水，是楊茂安、楊茂良的弟弟，在家中排行第三。1993年，楊茂安、楊茂良發動政變驅逐了彭家聲，隨後楊茂良主政果敢。3月8日，楊茂良成立撣邦第一特區軍事委員會，魯光賢、陳子良、桑剛、魏懷仁、余紹友、楊茂賢、楊克勳、楊三、陳宏亮、刀宗保10人同時擔任候補委員。與此同時，楊茂賢被任命為果敢縣副縣長。:295-296
自1987年起，杨茂贤亲自指挥向中国境内贩毒，在中国境内发展出十余个贩毒团伙，形成了一条从果敢-临沧-昆明，又从昆明幅射广东、四川、香港等地的贩毒线路，被中國警方稱為“缅北毒王”。自1990年7月至1994年1月，該販毒團夥先後9次向中國雲南境內走私海洛因211993克，其中杨茂贤个人走私42593克。1994年5月8日，楊茂賢在雲南臨滄地區鎮康縣勐堆鄉被中國警方抓獲，同年被临沧地区中级人民法院判處死刑。杨家起初试图用金钱赎回杨茂贤，中国政府不为所动。杨氏兄弟宣称要武力报复，杨茂贤之子将一尊钢炮架到了南伞口岸海关前以示威胁。中国政府以调集军队、严查封关、切断果敢经济源的方式应对。果敢地区无论是消费还是商贸都依赖中国，杨氏兄弟此举失去果敢民众的支持。楊茂賢不服判決，提出上訴。9月20日，云南省高级人民法院二審維持原判，並於9月23日由最高人民法院核准。10月7日，楊茂賢在臨滄被公開處決。:295-296

## 相關人物
- 李國鼎（大李三），1995年因販毒在中國被捕，1996年被判處死刑